# Comuna Årjäng
Årjäng (Årjängs kommun) este o comună din comitatul Värmlands län, Suedia, cu o populație de 9.953 locuitori (2013).

## Geografie

### Zone urbane
Lista celor mai mari zone urbane din comună (anul 2015) conform Biroului Central de Statistică al Suediei:
| Nr | Zona urbană | Pop.  |
| -- | ----------- | ----- |
| 1  | Årjäng      | 3.302 |
| 2  | Töcksfors   | 1.221 |

## Demografie
| \| Evoluția demografică în comuna Årjäng, 1970–2015 \| Evoluția demografică în comuna Årjäng, 1970–2015 \| Evoluția demografică în comuna Årjäng, 1970–2015 \| Evoluția demografică în comuna Årjäng, 1970–2015 \| Evoluția demografică în comuna Årjäng, 1970–2015 \| \| ----------------------------------------------------------------------------------------------------- \| ------------------------------------------------ \| ------------------------------------------------ \| ------------------------------------------------ \| ------------------------------------------------ \| \| An \| \| \| Locuitori \| \| \| 1970 \| 1970 \| \| 9995 \| 9995 \| \| 1975 \| 1975 \| \| 9825 \| 9825 \| \| 1980 \| 1980 \| \| 9805 \| 9805 \| \| 1985 \| 1985 \| \| 9829 \| 9829 \| \| 1990 \| 1990 \| \| 10235 \| 10235 \| \| 1995 \| 1995 \| \| 9897 \| 9897 \| \| 2000 \| 2000 \| \| 9790 \| 9790 \| \| 2005 \| 2005 \| \| 9800 \| 9800 \| \| 2010 \| 2010 \| \| 9855 \| 9855 \| \| 2015 \| 2015 \| \| 9869 \| 9869 \| \| Sursa: SCB - Statistika Centralbyrån, Folkmängd efter region, civilstånd, ålder och kön. År 1968–2016 \| \| \| \| \| |      |  |           |       |
| Evoluția demografică în comuna Årjäng, 1970–2015 |      |  |           |       |
| An |      |  | Locuitori |       |
| 1970 | 1970 |  | 9995      | 9995  |
| 1975 | 1975 |  | 9825      | 9825  |
| 1980 | 1980 |  | 9805      | 9805  |
| 1985 | 1985 |  | 9829      | 9829  |
| 1990 | 1990 |  | 10235     | 10235 |
| 1995 | 1995 |  | 9897      | 9897  |
| 2000 | 2000 |  | 9790      | 9790  |
| 2005 | 2005 |  | 9800      | 9800  |
| 2010 | 2010 |  | 9855      | 9855  |
| 2015 | 2015 |  | 9869      | 9869  |
| Sursa: SCB - Statistika Centralbyrån, Folkmängd efter region, civilstånd, ålder och kön. År 1968–2016 |      |  |           |       |